# Liste der Nintendo-Switch-Spiele/I
| Titel                                    | Entwickler                          | Herausgeber                                     | Genre                          | Handel | Veröffentlichung D/A/CH                |
| ---------------------------------------- | ----------------------------------- | ----------------------------------------------- | ------------------------------ | ------ | -------------------------------------- |
| I am Setsuna                             | Tokyo RPG Factory                   | Square Enix                                     | Rollenspiel                    | Nein   | 3. März 2017                           |
| I Am the Hero                            | Ratalakia Games                     | Ratalakia Games                                 | Beat ’em up                    | Nein   | 30. November 2018                      |
| I and Me                                 | Wish Fang                           | Ratalakia Games                                 | Puzzle Plattformer             | Nein   | 6. Juli 2017                           |
| I wanna fly                              | Ultimate Games                      | Ultimate Games                                  | Action                         | Nein   | 20. Februar 2019                       |
| I Hate Running Backwards                 | Binx Interactive Croteam Incubator  | Devolver Digital                                | Shoot 'em up                   | Nein   | 19. Oktober 2018                       |
| ibb & obb                                | Sparpweed                           | Sparpweed                                       | Puzzle                         | Nein   | 3. März 2020                           |
| Ice Age - Scrats nussiges Abenteuer      | Bandai Namco                        | Outright Games                                  | Adventure                      | Ja     | 17. Mai 2018                           |
| Ice Cream Surfer                         | Dolores Entertainment               | Dolores Entertainment                           | Platformer                     | Nein   | 17. Mai 2018                           |
| ICEY                                     | X.D. Network                        | X.D. Network                                    | Side-Scroller                  | Nein   | 31. Mai 2018                           |
| Iconoclasts                              | Mango Protocol                      | Mango Protocol                                  | Shoot 'em up                   | Nein   | 2. August 2018                         |
| Idle Champions of the Forgotten Realms   | Codename Entertainment              | Codename Entertainment                          | Strategie                      | Nein   | 7. Mai 2020                            |
| If My Heart Had Wings                    | MoeNovel                            | Willplus                                        | Visual Novel                   | Nein   | 5. September 2019                      |
| iHUGU                                    | Kool2Play                           | Kool2Play                                       | Party                          | Nein   | 21. Januar 2018                        |
| Ikaruga                                  | Treasure                            | Nicalis                                         | Shoot 'em up                   | Nein   | 29. Mai 2018                           |
| Illusion of L'Phalcia                    | Kemco                               | Kemco                                           | Rollenspiel                    | Nein   | 1. August 2019                         |
| Immortal Planet                          | Monster Couch                       | Monster Couch                                   | Adventure                      | Nein   | 6. Dezember 2019                       |
| Implosion – Never Lose Hope              | Rayark Games Esquadra               | Flyhigh Works                                   | Action                         | Nein   | 6. Juli 2017                           |
| Impossible Mission                       | System 3 Software                   | System 3 Software                               | Action Platformer              | Nein   | 2. Mai 2019                            |
| In Between                               | Gentlymad                           | Headup Games                                    | Platformer                     | Nein   | 7. August 2018                         |
| In Other Waters                          | Jump Over The Age                   | Fellow Traveller                                | Adventure                      | Nein   | 3. April 2020                          |
| IN-VERT                                  | Victory Road                        | Victory Road                                    | Platformer Puzzle              | Nein   | 20. August 2019                        |
| inbento                                  | 7Levels                             | 7Levels                                         | Puzzle                         | Nein   | 12. März 2020                          |
| Incredible Mandy                         | Dotoyou Games                       | Circle Entertainment                            | Action-Adventure               | Nein   | 7. November 2019                       |
| Indie Darling Bundle Vol. 2              | Digerati                            | Digerati                                        | Adventure                      | Nein   | 26. März 2020                          |
| Indie Puzzle Bundle Vol. 1               | Digerati                            | Digerati                                        | Puzzle                         | Nein   | 19. März 2020                          |
| Indiecalypse                             | JanduSoft                           | JanduSoft                                       | Adventure                      | Nein   | 29. Mai 2020                           |
| Infernium                                | Carlos Coronado                     | Undercoders                                     | Survival Horror                | Nein   | 12. April 2018                         |
| Inferno Climber: Reborn                  | Arc System Works                    | Arc System Works                                | Rollenspiel                    | Nein   | 16. Mai 2019                           |
| Infinite - Beyond the Mind               | Emilie COYO                         | Blowfish Studios                                | Adventure                      | Nein   | 7. Mai 2020                            |
| Infinite Minigolf                        | Zen Studios                         | Zen Studios                                     | Minigolf                       | Nein   | 28. Juli 2017                          |
| Ink                                      | Zack Bell Games Kittehface Software | Digerati                                        | Platformer                     | Nein   | 19. Juni 2018                          |
| Inksplosion                              | Ratalakia Games                     | Ratalakia Games                                 | Arcade                         | Nein   | 11. Mai 2018                           |
| InkyPen                                  | InkyPen Comics                      | InkyPen Comics                                  | Comicanwendung                 | Nein   | 17. Dezember 2018                      |
| InnerSpace                               | PolyKnight Games                    | Aspyr                                           | Adventure                      | Nein   | 16. Januar 2018                        |
| Inops                                    | ZRZStudio                           | ZRZStudio                                       | Adventure Platformer           | Nein   | 26. Januar 2019                        |
| Inside                                   | Playdead                            | Playdead                                        | Platformer                     | Nein   | 28. Juni 2018                          |
| Instant Sports                           | breakfirst                          | Plug In Digital                                 | Party Sport                    | Nein   | 16. August 2019                        |
| Instant Sports All-Stars                 | breakfirst                          | Just For Games                                  | Party Sport                    | Ja     | 4. Juli 2022                           |
| Instant Sports Plus                      | breakfirst                          | Plug In Digital (eShop) Just For Games (Retail) | Party Sport                    | Ja     | 22. April 2022                         |
| Instant Sports Summer Games              | breakfirst                          | Plug In Digital                                 | Party Sport                    | Nein   | 30. Juli 2020                          |
| Instant Sports Tennis                    | breakfirst                          | breakfirst                                      | Arcade Sport                   | Ja     | 16. Mai 2021 Retail: 24. Februar 2022  |
| Instant Sports Winter Games              | breakfirst                          | Plug In Digital                                 | Party Sport                    | Nein   | 3. November 2021                       |
| Into the Breach                          | Subset Games                        | Subset Games                                    | Rundenbasiertes Strategiespiel | Nein   | 28. August 2018                        |
| Into the Dead 2                          | Versus Evil                         | Versus Evil                                     | Shoot ’em up                   | Nein   | 25. Oktober 2019                       |
| Invasion of Alien X - Earth in Crisis    | DOUBLE DRIVE GAMES                  | DOUBLE DRIVE GAMES                              | Shoot ’em up                   | Nein   | 29. August 2019                        |
| Inventioneers                            | Filimundus                          | Filimundus                                      | Puzzle                         | Nein   | 25. März 2019                          |
| Inversus Deluxe                          | Hypersect                           | Hypersect                                       | Action                         | Nein   | 28. September 2017                     |
| Invisiballs                              | Digital Kingdom                     | Digital Kingdom                                 | Arcade                         | Nein   | 17. Mai 2018                           |
| Invisible Fist                           | Pineapple Works                     | Pineapple Works                                 | Rollenspiel Strategie          | Nein   | 6. Januar 2020                         |
| Invisigun Reloaded                       | Sombr Studio                        | Sombr Studio                                    | Action                         | Nein   | 22. August 2019                        |
| Ion Fury                                 | Voidpoint                           | 1C Entertainment                                | Egoshooter                     | Ja     | 14. Mai 2020 Retail: 28. Mai 2020      |
| Iris School of Wizard: Viculum Hearts    | Digimerce                           | Digimerce                                       | Visual Novel                   | Nein   | 11. Oktober 2018                       |
| Iro Hero                                 | Artax Games                         | eastasiasoft                                    | Shoot ’em up                   | Nein   | 7. Juni 2018                           |
| Iron Crypticle                           | Tikipod                             | Tikipod                                         | Shoot ’em up                   | Nein   | 14. Februar 2019                       |
| Irony Curtain: From Matryoshka with Love | Artifex Mundi                       | Artifex Mundi                                   | Puzzle                         | Nein   | 27. Juni 2019                          |
| Iron Snout                               | SnoutUp                             | Ratalaika Games                                 | Action                         | Nein   | 19. April 2019                         |
| Ironcast                                 | Dreadbit                            | Ripstone                                        | Rundenbasiertes Strategiespiel | Nein   | 10. August 2017                        |
| Island Flight Simulator                  | Caipirinha Games                    | Joindots GmbH                                   | Simulation                     | Ja     | 24. Januar 2018 eShop: 25. Januar 2018 |
| Island Maze                              | Drageus Games                       | Drageus Games                                   | Puzzle                         | Nein   | 20. September 2019                     |
| Island Saver                             | Stormcloud Games                    | National Westminster Bank                       | Adventure Digitales Lernspiel  | Nein   | 13. Mai 2020                           |
| Isoland                                  | Cotton Game                         | Orenda                                          | Adventure Puzzle               | Nein   | 25. April 2019                         |
| Isoland 2 - Ashes of Time                | Cotton Game                         | Orenda                                          | Adventure Puzzle               | Nein   | 25. April 2019                         |
| Istanbul: Digital Edition                | Acram                               | Acram                                           | Brettspiel                     | Nein   | 28. März 2019                          |
| It came from space and ate our brains    | Triangle Studios                    | All in! Games                                   | Shoot 'em up                   | Nein   | 28. Januar 2020                        |
| It's Raining Fists and Metal             | Corvostudio di Amadei Marco         | Corvostudio di Amadei Marco                     | Beat 'em up                    | Nein   | 20. Januar 2020                        |
| It's Spring Again                        | Baba Yaga Games                     | Sometimes You                                   | Edutainment                    | Nein   | 17. April 2018                         |
| ITTA                                     | Armor Games Studios                 | Armor Games Studios                             | Adventure                      | Nein   | 22. April 2020                         |
| ittle Dew                                | Ludosity                            | Nicalis                                         | Rollenspiel                    | Nein   | 15. August 2019                        |
| ittle Dew 2+                             | Ludosity                            | Ludosity                                        | Rollenspiel                    | Nein   | 14. November 2017                      |
| Ivanych vs. Eared Beast                  | Beatshapers                         | Beatshapers                                     | Arcade                         | Nein   | 6. Dezember 2018                       |